# Ліханово
Ліха́ново (рос. Лиханово) — село у складі Частоозерського округу Курганської області, Росія.
Населення — 74 особи (2010, 164 у 2002).
Національний склад станом на 2002 рік:
- росіяни — 85 %